# Akademie der Deutschen Medien
Die Akademie der Deutschen Medien ist ein Aus- und Weiterbildungsinstitut für Medienschaffende in Verlagen und Organisationen. Sitz ist im Münchner Literaturhaus.

## Geschichte
Die Non-Profit-Organisation wurde 1993 auf Initiative der Bertelsmann Stiftung und des Börsenvereins des Deutschen Buchhandels gegründet. Ihr ursprünglicher Name war „Akademie des Deutschen Buchhandels“. Anfangs handelte es sich um ein Weiterbildungsinstitut für Verlagsmitarbeiter, Lektoren, Verlagskaufleute, Vertriebsleute, Autoren und Hersteller mit Schwerpunkt Buchverlage. Mit über 4.500 Teilnehmern pro Jahr, 220 verschiedene Schulungsformaten, 15 Konferenzen, 80 Zertifikatskursen und einem immer breiter werdenden Programm hat sie sich zwischenzeitlich zu einer der großen Medienakademien entwickelt.
Seit 1999 ist die Akademie eine gemeinnützige GmbH, im Oktober 2014 gab sich die Organisation ihren heutigen Namen. Gesellschafter sind eine Reihe führender Medienunternehmen. Finanziell unterstützt wird die Akademie auch vom Bayerischen Staatsministerium für Bildung und Kultus, Wissenschaft und Kunst.

## Inhalte
Mit der Namensänderung 2014 verbreiterte sich auch das Themenspektrum. Zielgruppen sind nicht mehr allein Mitarbeiter von Buchverlagen, sondern auch Mitarbeiter von Zeitschriften- und Zeitungsverlagen sowie Presse- und Kommunikationsverantwortliche in Unternehmen sowie Marketingspezialisten. Entsprechend ihrem Gründungsauftrag, den Strukturwandel in der Medienbranche zu begleiten, sind die klassischen Themen der Buchverlage in den Hintergrund getreten zugunsten von Themen rund um die Bereiche Digitalisierung, Digital Media, Content- und Online-Marketing. Kooperationspartner sind u. a. der Bundesverband Digitale Wirtschaft e.V., der Branchenverband Content Marketing Forum, der Verband Deutscher Zeitschriftenverleger, das Mediennetzwerk Bayern und die Marketing Clubs München und Berlin.